# Fiumicicoli
Der Fiumicicoli ist ein Fluss in Frankreich, der im Département Corse-du-Sud auf der Insel Korsika verläuft. Er entspringt unter dem Namen Ruisseau de Carabona, später Ruisseau de Sattu, an der Nordwest-Flanke des Monte Calva (1381 m), im Gemeindegebiet von Zonza, entwässert generell Richtung Südwest bis West durch den Regionalen Naturpark Korsika und mündet nach rund 24 Kilometern im südlichen Gemeindegebiet von Olmiccia als linker Nebenfluss in den Rizzanese.

## Orte am Fluss
- Carabona, Gemeinde Zonza
- Carbini
- Chialza, Gemeinde Sainte-Lucie-de-Tallano
- Lavaggiolu, Gemeinde Olmiccia